# Luigi Mattei (militare)
Ludovico Mattei, detto Luigi, noto anche come il Marchese di Belmonte (Roma, 19 novembre 1609 – Roma, 8 giugno 1665), è stato un generale, nobile e diplomatico italiano.
Militò nelle file di diversi eserciti europei, combattendo nella guerra dei trent'anni e nella guerra di Castro.

## Biografia

### Origini
Nacque a Roma nel novembre 1609 da Asdrubale, marchese di Giove, e Costanza Gonzaga, sua seconda moglie. Era membro della famiglia patrizia romana dei Mattei, fratello minore di Girolamo e nipote del nobile Ciriaco Mattei e del cardinale Girolamo Mattei. Essendo figlio cadetto, si avviò precocemente alla carriera delle armi.

### Guerra dei trent'anni
Nel 1627, nonostante la giovane età e le rimostranze della famiglia, partì per la Germania per partecipare alla guerra dei trent’anni, insieme a molti altri membri della nobiltà romana.
Fu ben accolto dall’imperatrice Eleonora Gonzaga, moglie di Ferdinando II d’Asburgo, e dal nobile romano Federico Savelli, capitano dell'esercito imperiale, che gli diede il comando di una compagnia di fanteria. Si trovò presto a contrastare l’invasione della Germania da parte dell’esercito svedese.
Nell’estate 1630 prese parte alla battaglia di Francoforte sull'Oder, primo teatro di guerra dopo che il re Gustavo Adolfo aveva occupato parte della Pomerania. Nel settembre 1631, partecipò poi alla battaglia di Breitenfeld (alla quale prese parte anche il cugino Giuseppe) alla testa di un contingente di cinquecento moschettieri. Quando la battaglia si concluse con una completa sconfitta per l’esercito imperiale, Luigi, seriamente ferito da più colpi d’arma da fuoco, fu fatto prigioniero; fu solo grazie all'intervento dello stesso Gustavo Augusto che ricevette cure adeguate. Il Mattei, che sapeva esprimersi in francese e tedesco (qualità non comune per un giovane membro della nobiltà romana), seppe conquistare la stima del re di Svezia, che non si oppose agli sforzi della diplomazia imperiale e pontificia per la sua liberazione.
Tornato in libertà, rientrò in servizio attivo. Assunse il comando di un reggimento di fanteria a difesa di Ratisbona, assalita dalle truppe svedesi al comando di Bernardo di Weimar nell’autunno 1633. Nei combattimenti fu di nuovo gravemente ferito, perdendo l'occhio destro. Ristabilitosi, partecipò alle nuove operazioni in Boemia contro l’esercito sassone.

### Guerra nei Paesi Bassi
Con l’apertura del fronte olandese del conflitto europeo, il Mattei lasciò la Germania ed entrò nello stato maggiore del cardinale infante Ferdinando d’Asburgo, governatore generale dei Paesi Bassi spagnoli, al cui servizio rimase fino al 1640, distinguendosi con diverse vittorie.

### Guerra di Castro
Giunto a Vienna nel 1640, mentre anche l’imperatore comunicava al nunzio Gaspare Mattei Orsini (suo cugino) di pensare «al di lui avanzamento», Luigi ricevette la proposta di assumere il comando dell’esercito pontificio pronto a invadere il ducato di Castro, controllato dalla famiglia Farnese. L'incarico avrebbe dovuto essere originariamente assunto dal già citato cugino Giuseppe, ma una sua indisposizione fisica costrinse papa Urbano VIII a optare per Luigi.
Il 12 ottobre 1641 guidò 12.000 fanti e 3.000 cavalieri contro la città fortificata di Castro. Sebbene si stimi che i Farnese avessero ammassato un esercito di dimensioni simili,  le forze del Mattei incontrarono pochissima resistenza e la città fu costretta ad arrendersi. Per questo ricevette in dono da Urbano VIII un prezioso diamante. La vittoria del Mattei a Castro è stata immortalata nell'opera Le pretensioni del Tebro e del Po di Marco Marazzoli.
Luigi fu quindi trasferito a guidare la mobilitazione sul confine settentrionale dello Stato della Chiesa, ricevendo il grado di mastro di campo generale, con l'obiettivo di vigilare sugli spostamenti delle truppe parmensi. Nonostante già nella tarda primavera avesse informato i vertici militari di una possibile imminente invasione, l’incursione del duca di Parma nello Stato ecclesiastico nel settembre 1642 colse impreparata l’intera organizzazione militare pontificia. Al Mattei fu dato ordine dapprima di presidiare Bologna, poi, come agli altri ufficiali superiori e a tutti i governatori, di evitare lo scontro e di presidiare le città attraverso improvvisati arruolamenti di civili. Dopo che l'esercito farnesiano ebbe saccheggiato diversi territori pontifici, Luigi informò Roma di essere pronto a effettuare per ritorsione scorrerie nel territorio del Ducato di Parma, ma prevalse la prudenza: il Mattei poté portare a termine una sola incursione di rilievo nel Modenese nel giugno 1643, occupando Vignola e Spilamberto. In agosto fu richiamato a Roma.
Nominato luogotenente generale della cavalleria nelle province di Umbria, Sabina e Campagna, nella tarda estate 1643 fu trasferito sul fronte umbro e si insediò in Perugia. Per tutti i mesi che passò in questo comando, avvertì Roma degli scarsi approvvigionamenti e delle difficoltà di procedere a regolari pagamenti delle truppe. Entrò inoltre più volte in contrasto con altri membri dello stato maggiore pontificio.
Concluse nel marzo 1644 le ostilità con il ritorno del ducato conteso a Odoardo Farnese, la guerra di Castro ebbe una seconda fase sotto Innocenzo X: Luigi Mattei fu nominato in luogotenente generale nelle province settentrionali dello Stato della Chiesa e riportò un’importante vittoria contro le truppe farnesiane il 18 agosto 1649 a San Pietro in Casale, che assicurò la definitiva devoluzione di Castro alla Sede apostolica.

### Guerra franco-spagnola
Dopo la fine della guerra, il Mattei chiese e ottenne licenza di recarsi a Bruxelles. Qui nel 1651 fu nominato dal governatore Leopoldo Guglielmo d’Asburgo generale delle artiglierie, ciambellano e cavallerizzo maggiore. Fu inoltre ufficiale di stato maggiore del principe Luigi II di Borbone-Condé, entrato al servizio della Spagna dopo i disordini della Fronda, ed ebbe incarico di arruolare contingenti per l’ultima fase della guerra franco-spagnola nelle Fiandre. Ricoprì anche incarichi diplomatici: nel 1652 si recò in Spagna per chiedere che il re Filippo IV accettasse le dimissioni di Leopoldo Guglielmo.
Nel 1653, mentre si trovava a passare per Parigi durante uno dei suoi viaggi diplomatici venne a conoscenza di un complotto ordito da alcuni siciliani con l'appoggio del Regno di Francia per sottrarre la Sicilia al controllo spagnolo. Decise allora di seguire i congiurati lungo il loro percorso di rientro verso Palermo, riuscendo a farli arrestare mentre transitavano nel territorio pontificio dal conte Iñigo Vélez de Guevara, ambasciatore spagnolo presso la Santa Sede; inviò inoltre una lettera al cardinal Trivulzio, viceré di Sicilia, per far arrestare gli altri complici, sventando definitivamente la congiura. Per questo suo servigio, Filippo IV gli conferì il prestigioso e remunerativo titolo di commendatore dell'Ordine militare di Alcántara.

### Rappresentante della corte imperiale

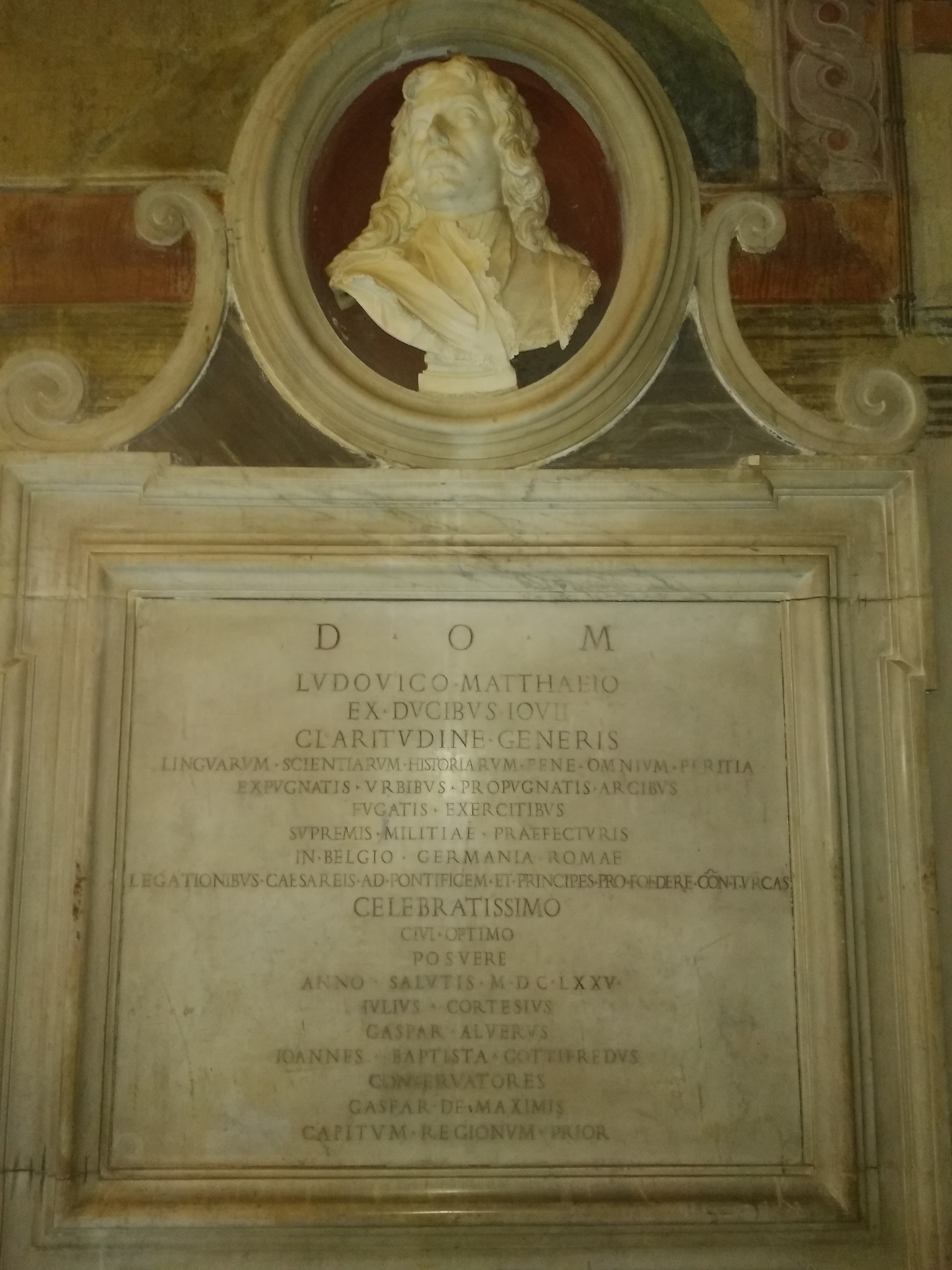
Busto e lapide commemorativi di Luigi Mattei nella Sala dei Capitani

Dopo aver accompagnato Leopoldo Guglielmo nel suo viaggio di rientro in Germania, tornò a Vienna nel 1656, dove fu eletto consigliere di guerra dell’imperatore Leopoldo I ed ebbe il grado di colonnello dell’esercito imperiale. Per conto dello stesso Leopoldo fu incaricato di un’ambasceria a Roma presso papa Alessandro VII per convincerlo a dare il suo supporto alla nascita di una nuova lega cristiana per muovere guerra contro gli ottomani. Tuttavia la sua missione diplomatica non ebbe successo, probabilmente per gli ostacoli frapposti dalla diplomazia francese, in particolare dall'ambasciatore Carlo III di Créquy.
Dopo la pace dei Pirenei che sancì la fine della guerra franco-spagnola, il cardinale Mazzarino offrì al Mattei un ruolo di rilievo nell'esercito francese, aggiungendo all'offerta anche la mano di una delle sue famose nipoti. Luigi declinò tuttavia la proposta, non volendo tradire la fiducia sempre concessagli dagli Asburgo.

### Rientro a Roma e morte
Nel 1663 tornò definitivamente a Roma, stabilendosi nel palazzo di famiglia. Alessandro VII lo nominò luogotenente generale di Santa Chiesa con 300 scudi d’oro al mese di stipendio.
Morì nel 1665. In suo onore, nella Sala dei Capitani in Campidoglio, fu eretto un busto e innalzata una lapide.

## Titolo nobiliare
Sebbene diverse fonti riportino il nome di Luigi Mattei con il titolo di marchese di Belmonte, si tratta tuttavia di un utilizzo improprio, dato che Luigi fu semplicemente signore di Belmonte, che venne elevata a marchesato solo nel 1681 da papa Innocenzo XI. Il titolo di marchese con cui Luigi viene indicato deriva probabilmente dal suo essere figlio di Asdrubale Mattei, che fu marchese di Giove.

## Ascendenza
|                                                               |                                                                   |                                                                | Genitori                                     |  |  | Nonni |  |  | Bisnonni       |  |  | Trisnonni   |  |
|                                                               |                                                                   |                                                                |                                              |  |  |       |  |  | Ciriaco Mattei |  |  | Saba Mattei |  |
|                                                               |                                                                   |                                                                |                                              |  |  |       |  |  | Ciriaco Mattei |  |  | Saba Mattei |  |
|                                                               |                                                                   | Caterina Tuttavilla                                            |                                              |  |  |       |  |  | Ciriaco Mattei |  |  |             |  |
| Alessandro Mattei                                             |                                                                   |                                                                |                                              |  |  |       |  |  | Ciriaco Mattei |  |  |             |  |
|                                                               |                                                                   | Giulia Matuzzi                                                 | Pietro Giovanni Matuzzi                      |  |  |       |  |  |                |  |  |             |  |
|                                                               |                                                                   | Giulia Matuzzi                                                 | Pietro Giovanni Matuzzi                      |  |  |       |  |  |                |  |  |             |  |
|                                                               |                                                                   | Giulia Matuzzi                                                 | Isabella Borgia                              |  |  |       |  |  |                |  |  |             |  |
| Asdrubale Mattei, I marchese di Giove                         |                                                                   | Giulia Matuzzi                                                 |                                              |  |  |       |  |  |                |  |  |             |  |
|                                                               |                                                                   | Tuccio Mazzatosta                                              | Riccardo Mazzatosta                          |  |  |       |  |  |                |  |  |             |  |
|                                                               |                                                                   | Tuccio Mazzatosta                                              | Riccardo Mazzatosta                          |  |  |       |  |  |                |  |  |             |  |
|                                                               |                                                                   | Tuccio Mazzatosta                                              | Vittoria Massimo                             |  |  |       |  |  |                |  |  |             |  |
| Emilia Mazzatosta                                             |                                                                   | Tuccio Mazzatosta                                              |                                              |  |  |       |  |  |                |  |  |             |  |
|                                                               |                                                                   | Claudia Orsini                                                 | Orsino Fausto Orsini                         |  |  |       |  |  |                |  |  |             |  |
|                                                               |                                                                   | Claudia Orsini                                                 | Orsino Fausto Orsini                         |  |  |       |  |  |                |  |  |             |  |
|                                                               |                                                                   | Claudia Orsini                                                 | Lavinia Cantelmo                             |  |  |       |  |  |                |  |  |             |  |
| Luigi Mattei, signore di Belmonte                             |                                                                   | Claudia Orsini                                                 |                                              |  |  |       |  |  |                |  |  |             |  |
|                                                               | Alessandro I Gonzaga, II conte di Novellara, Bagnolo e Cortenuova | Giampietro Gonzaga, I conte di Novellara, Bagnolo e Cortenuova |                                              |  |  |       |  |  |                |  |  |             |  |
|                                                               | Alessandro I Gonzaga, II conte di Novellara, Bagnolo e Cortenuova | Giampietro Gonzaga, I conte di Novellara, Bagnolo e Cortenuova |                                              |  |  |       |  |  |                |  |  |             |  |
|                                                               | Alessandro I Gonzaga, II conte di Novellara, Bagnolo e Cortenuova | Caterina Torelli                                               |                                              |  |  |       |  |  |                |  |  |             |  |
| Alfonso I Gonzaga, V conte di Novellara, Bagnolo e Cortenuova | Alessandro I Gonzaga, II conte di Novellara, Bagnolo e Cortenuova |                                                                |                                              |  |  |       |  |  |                |  |  |             |  |
|                                                               |                                                                   | Costanza da Correggio                                          | Giberto VII da Correggio, conte di Correggio |  |  |       |  |  |                |  |  |             |  |
|                                                               |                                                                   | Costanza da Correggio                                          | Giberto VII da Correggio, conte di Correggio |  |  |       |  |  |                |  |  |             |  |
|                                                               |                                                                   | Costanza da Correggio                                          | Violante Pico della Mirandola                |  |  |       |  |  |                |  |  |             |  |
| Costanza Gonzaga                                              |                                                                   | Costanza da Correggio                                          |                                              |  |  |       |  |  |                |  |  |             |  |
|                                                               |                                                                   | Giovanni Tommaso di Capua, I marchese della Torre Francolise   | Annibale di Capua, signore di Montagnano     |  |  |       |  |  |                |  |  |             |  |
|                                                               |                                                                   | Giovanni Tommaso di Capua, I marchese della Torre Francolise   | Annibale di Capua, signore di Montagnano     |  |  |       |  |  |                |  |  |             |  |
|                                                               |                                                                   | Giovanni Tommaso di Capua, I marchese della Torre Francolise   | Lucrezia Acrimonte, signora di Rocca Romana  |  |  |       |  |  |                |  |  |             |  |
| Vittoria di Capua                                             |                                                                   | Giovanni Tommaso di Capua, I marchese della Torre Francolise   |                                              |  |  |       |  |  |                |  |  |             |  |
|                                                               |                                                                   | Faustina Colonna                                               | Camillo Colonna, I duca di Zagarolo          |  |  |       |  |  |                |  |  |             |  |
|                                                               |                                                                   | Faustina Colonna                                               | Camillo Colonna, I duca di Zagarolo          |  |  |       |  |  |                |  |  |             |  |
|                                                               |                                                                   | Faustina Colonna                                               | Vittoria Colonna                             |  |  |       |  |  |                |  |  |             |  |
|                                                               |                                                                   | Faustina Colonna                                               |                                              |  |  |       |  |  |                |  |  |             |  |